# Krisztina Hohn
Krisztina Hohn (* 16. Juni 1972 in Komló) ist eine ungarische Politikerin. Sie ist Vorsitzende der Partei Új Kezdet und war von 2018 bis 2022 Abgeordnete im ungarischen Parlament in der Fraktion der LMP.

## Leben
Hohn ist in der Stadt Komló aufgewachsen. Ihr Vater stammt aus einer Bergarbeiterfamilie, ihre Mutter aus einer Arbeiterfamilie. Sie besuchte die Grundschule im Stadtteil Dávidföld von Komló und danach das Béla-Kun-Gymnasium, an dem sie 1990 ihren Abschluss machte. 
An der Fakultät für Erwachsenenbildung der Universität Pécs hat sie erfolgreich ein Studium im Bereich Kulturorganisation und Siedlungsentwicklung abgeschlossen.
Im Jahr 2006 wurde sie als Parteilose zur Bürgermeisterin der Gemeinde Mánfa gewählt.
2016 trat sie der Partei Új Kezdet bei und wurde stellvertretende Vorsitzende der Partei. Nach der erfolgreichen Wahl ins ungarische Parlament gab sie 2018 ihr Amt als Bürgermeisterin von Mánfa auf.
Nachdem György Gémesi 2020 als Vorsitzender der Partei Új Kezdet zurückgetreten war, wurde sie als dessen Nachfolgerin gewählt.
Bei der Parlamentswahl 2022 trat sie für die Oppositionsallianz im Komitat Pest im Wahlbezirk Gödöllő an, konnte aber kein Mandat gewinnen.